# Кубок Іспанії з футболу 1944—1945
Кубок Іспанії з футболу 1944—1945 — 43-й розіграш кубкового футбольного турніру в Іспанії. Титул втретє поспіль здобув Атлетік (Більбао). 

## Календар
| Раунд        | Дата                                                | Матчі | Клуби   |
| ------------ | --------------------------------------------------- | ----- | ------- |
| Перший раунд | 31 грудня 1944/21 січня 1945                        | 24    | 28 → 16 |
| 1/8 фіналу   | 11 лютого/4 березня/ 21 березня 1945 (перегравання) | 16+1  | 16 → 8  |
| 1/4 фіналу   | 1 квітня/27 травня/ 31 травня 1945 (перегравання)   | 8+1   | 8 → 4   |
| 1/2 фіналу   | 3/10 травня 1945                                    | 4     | 4 → 2   |
| Фінал        | 24 червня 1945                                      | 1     | 2 → 1   |

## Перший раунд
| Команда 1                    | Заг. | Команда 2         | 1-й матч | 2-й матч |
| ---------------------------- | ---- | ----------------- | -------- | -------- |
| 31 грудня 1944/21 січня 1945 |      |                   |          |          |
| Депортіво (Ла-Корунья)       | 0:3  | Реал Сосьєдад (2) | 0:0      | 0:3      |
| Культураль Леонеса (2)       | 3:11 | Атлетік (Більбао) | 1:3      | 2:8      |
| Сельта (2)                   | 3:4  | Еспаньйол         | 2:3      | 1:1      |
| Баракальдо (2)               | 5:4  | Реал Мурсія       | 2:1      | 3:3      |
| Констанція (2)               | 5:7  | Реал Ов'єдо       | 4:3      | 1:4      |
| Барселона                    | 10:1 | Реал Сарагоса (2) | 5:1      | 5:0      |
| Сабадель                     | 2:5  | Алькояно (2)      | 1:1      | 1:4      |
| Атлетіко Авіасьйон де Мадрид | 5:2  | Реал Бетіс (2)    | 4:1      | 1:1      |
| Сеута (2)                    | 1:9  | Реал Мадрид       | 0:4      | 1:5      |
| Валенсія                     | 4:1  | Херес (2)         | 3:0      | 1:1      |
| Севілья                      | 7:1  | Мальорка (2)      | 6:0      | 1:1      |
| Гранада                      | 5:2  | Еркулес (2)       | 4:2      | 1:0      |

## 1/8 фіналу
| Команда 1                    | Заг. | Команда 2         | 1-й матч | 2-й матч |
| ---------------------------- | ---- | ----------------- | -------- | -------- |
| 11 лютого/4 березня 1945     |      |                   |          |          |
| Барселона                    | 2:5  | Атлетік (Більбао) | 1:2      | 1:3      |
| Баракальдо (2)               | 0:7  | Еспаньйол         | 0:4      | 0:3      |
| Реал Хіхон                   | 1:2  | Реал Ов'єдо       | 0:0      | 1:2      |
| Атлетіко Авіасьйон де Мадрид | 2:0  | Клуб Ферроль (2)  | 2:0      | 0:0      |
| Валенсія                     | 3:2  | Алькояно (2)      | 1:0      | 2:2      |
| Севілья                      | 2:2  | Реал Мадрид       | 1:0      | 1:2      |
| Гранада                      | 4:2  | Реал Сосьєдад (2) | 3:0      | 1:2      |
| Реал Сантандер (2)           | 2:5  | Кастельйон        | 1:2      | 1:3      |

Перегравання
| Команда 1       | Рахунок | Команда 2   |
| --------------- | ------- | ----------- |
| 21 березня 1945 |         |             |
| Севілья         | 2:0     | Реал Мадрид |

## 1/4 фіналу
| Команда 1                    | Заг. | Команда 2         | 1-й матч | 2-й матч |
| ---------------------------- | ---- | ----------------- | -------- | -------- |
| 1 квітня/27 травня 1945      |      |                   |          |          |
| Атлетіко Авіасьйон де Мадрид | 1:2  | Атлетік (Більбао) | 1:2      | 0:0      |
| Валенсія                     | 5:3  | Севілья           | 5:1      | 0:2      |
| Кастельйон                   | 4:4  | Гранада           | 3:0      | 1:4      |
| Реал Ов'єдо                  | 2:4  | Еспаньйол         | 1:2      | 1:2      |

Перегравання
| Команда 1      | Рахунок | Команда 2 |
| -------------- | ------- | --------- |
| 31 травня 1945 |         |           |
| Кастельйон     | 1:2     | Гранада   |

## 1/2 фіналу
| Команда 1        | Заг. | Команда 2         | 1-й матч | 2-й матч |
| ---------------- | ---- | ----------------- | -------- | -------- |
| 3/10 червня 1945 |      |                   |          |          |
| Еспаньйол        | 1:4  | Атлетік (Більбао) | 0:0      | 1:4      |
| Валенсія         | 3:2  | Гранада           | 2:0      | 1:2      |

## Фінал
| 24 червня 1945 |

| Атлетік (Більбао)          | 3:2      | Валенсія             |
| -------------------------- | -------- | -------------------- |
| Сарра 21' Іріондо 26', 90' | Протокол | Амадео 12' Мундо 37' |

| Монжуїк, Барселона Глядачів: 55 000 Арбітр: Педро Ескартін |